# The Three
Three — американський пост-хардкор гурт, існував у 1986-1988 роках.
Гурт підписав контракт з незалежним лейблом Dischord Records.
Після запису пісень для одноразового проекту Egg Hunt в Англії, Ян Маккей і Джефф Нельсон задумалися про створення нового гурту. 
Влітку 1986 року вони грали з Джеффом Тернером і Стівом Найлсом із гурту Gray Matter, але проект так і не запустився, і Ян Маккей вирішив піти.
Інші продовжили, замість Яна Маккея прийшов Марк Хаггерті (з гурту Gray Matter), і цей склад став гуртом Three. Тим часом Стів Найлс заснував власну компанію коміксів Arcane Comix, якою він керував у квартирі, яку він розділив із Джеффом на Swann Street у районі Dupont Circle, Northwest D.C., Вашингтон. Саме вулиця Swann Street послужила натхненням для пісні з такою ж назвою. Рядок «ці ягоди пахнуть лайном» стосувався дрібних плодів, які падали на тротуари з дерев Ginkgo. Гурт провів кілька коротких турів і зробив запис в домашній студії Джеффа, а також у рекорд-студії Inner Ear Studios. Ситуація у них йшла на краще, але група самознищилася ще до виходу альбому. Гурти Three та Happy Go Licky зіграли свої останні концерти на одній сцені на Новий рік 1988 року.
Їх єдиний альбом «Dark Days Coming» був випущений у 1989 році, вже після розпаду гурту. Ремастеризована версія вийшла у 2010 році і містила 8 бонусних треків, взятих з старих демо-записів гурту.
У 2002 році вийшла збірка 20 Years of Dischord, серед інших виконавців також був трек гурту Three, "Domino Days".

## Склад гурту
- Марк Хаггерті (з гурту Gray Matter) — гітара,
- Джефф Нельсон — барабани,
- Джефф Тернер (з гурту Gray Matter) — вокал і гітара,
- Стів Найлз (з гурту Gray Matter) — бас-гітара.

## Дискографія
- Dark Days Coming (1989), Dischord

### Збірки
- 20 Years of Dischord (2002) — "Domino Days"